# Hédi Dridi
Pour les articles homonymes, voir Dridi.
Hédi Dridi (arabe : الهادي الدريدي), né le 14 mai 1966 à Tunis, est un historien, archéologue et universitaire franco-tunisien installé en Suisse, spécialiste du monde phénicien et punique.

## Biographie
Après un baccalauréat à Tunis, il obtient une licence d'histoire de l'art et d'archéologie de l'université Paris-Nanterre et un diplôme d'études approfondies de l'université Paris-Sorbonne, avant de soutenir sa thèse de doctorat à la même université en 2001.
Chargé d'enseignement à l'université de Picardie et membre associé au laboratoire « Mondes sémitiques », il participe à des prospections et des fouilles en Italie, en Espagne, en Tunisie, au Yémen, en Arabie saoudite et au Maroc.
Co-organisateur du séminaire « Histoire et archéologie en Afrique du Nord » à l'Institut national d'histoire de l'art entre 2009 et 2012, directeur d'études invité à l'École pratique des hautes études en 2011, il est également membre expert de la Commission de l'Afrique du Nord de l'Académie des inscriptions et belles-lettres, membre de la Société asiatique, de la Société d'études chypriotes, de la Société d'étude du Maghreb préhistorique, antique et médiéval et du comité français du Corpus des antiquités phéniciennes et puniques,.
Professeur de civilisation punique à l'université de Neuchâtel depuis 2009, il est directeur de l'Institut d'archéologie de Neuchâtel entre 2012 et 2016, vice-doyen de la faculté des lettres et sciences humaines de Neuchâtel entre 2012 et 2016 puis doyen de la même faculté entre 2015 et 2017.

## Distinctions
- Prix Paul-Albert Février de l'université de Provence (2004)[2],[3] ;
- Prix de l'Académie d'Aix-Marseille (2007)[2].

## Publications
- Recherches sur le marbre et ses usages dans l'occident phénicien et le monde punique, éd. Atelier national de reproduction des thèses, Lille, 2003
- Carthage et le monde punique, éd. Les Belles Lettres, Paris, 2006[4]
- Under Western eyes. Approches occidentales de l'archéologie nord-africaine (XIXe – XXe siècles) [sous la dir. de], éd. Bradypus, Rome, 2016
- Phéniciens et Puniques en Méditerranée : l'apport de la recherche suisse [sous la dir. de], éd. Bradypus, Rome, 2017
- Art et archéologie du Proche-Orient hellénistique et romain : les circulations artistiques entre Orient et Occident (ouvrage collectif), vol. II, éd. BAR Publishing, Oxford, 2018